# Calleulype borearia
Calleulype borearia là một loài bướm đêm trong họ Geometridae.